# Csillagos kövirigó
A csillagos kövirigó (Monticola gularis) a madarak osztályának verébalakúak (Passeriformes)  rendjébe és a légykapófélék (Muscicapidae) családjába tartozó faj.

## Rendszerezése
A fajt Robert Swinhoe angol ornitológus írta le 1863-ban, az Oroecetes nembe Oroecetes gularis néven. 

## Előfordulása
Észak-Korea Kambodzsa, Kína, Hongkong, Laosz, Malajzia, Mongólia, Mianmar, Oroszország, Szingapúr, Thaiföld és Vietnám területén honos. Természetes élőhelyei a szubtrópusi és trópusi síkvidéki esőerdők, mérsékelt övi erdő és cserjések, sziklás környezetben. Vonuló faj.

## Megjelenése
Testhossza 19 centiméter, testtömege 32-37 gramm.

## Természetvédelmi helyzete
Az elterjedési területe rendkívül nagy, egyedszáma pedig stabil. A Természetvédelmi Világszövetség Vörös listáján nem fenyegetett fajként szerepel.